# Australian Democrats
Australian Democrats er et australsk progressivt socialliberalt parti.
Partiet blev grundlagt i 1977, hvor det deltog i sit første parlamentsvalg. Partiet blev dannet af medlemmer af The Australia Party og The Liberal Movement under ledelse af den kendte politiker Don Chipp. Partiet har ikke klaret sig godt ved parlamentsvalget i 2004 og valget i Sydaustralien i 2006, hvorfor der kan sættes spørgsmålstegn ved partiets fremtid. Partiets fire senatorer er på valg i 2007, hvor kun to af dem genopstiller.